# Svedesi d'Estonia

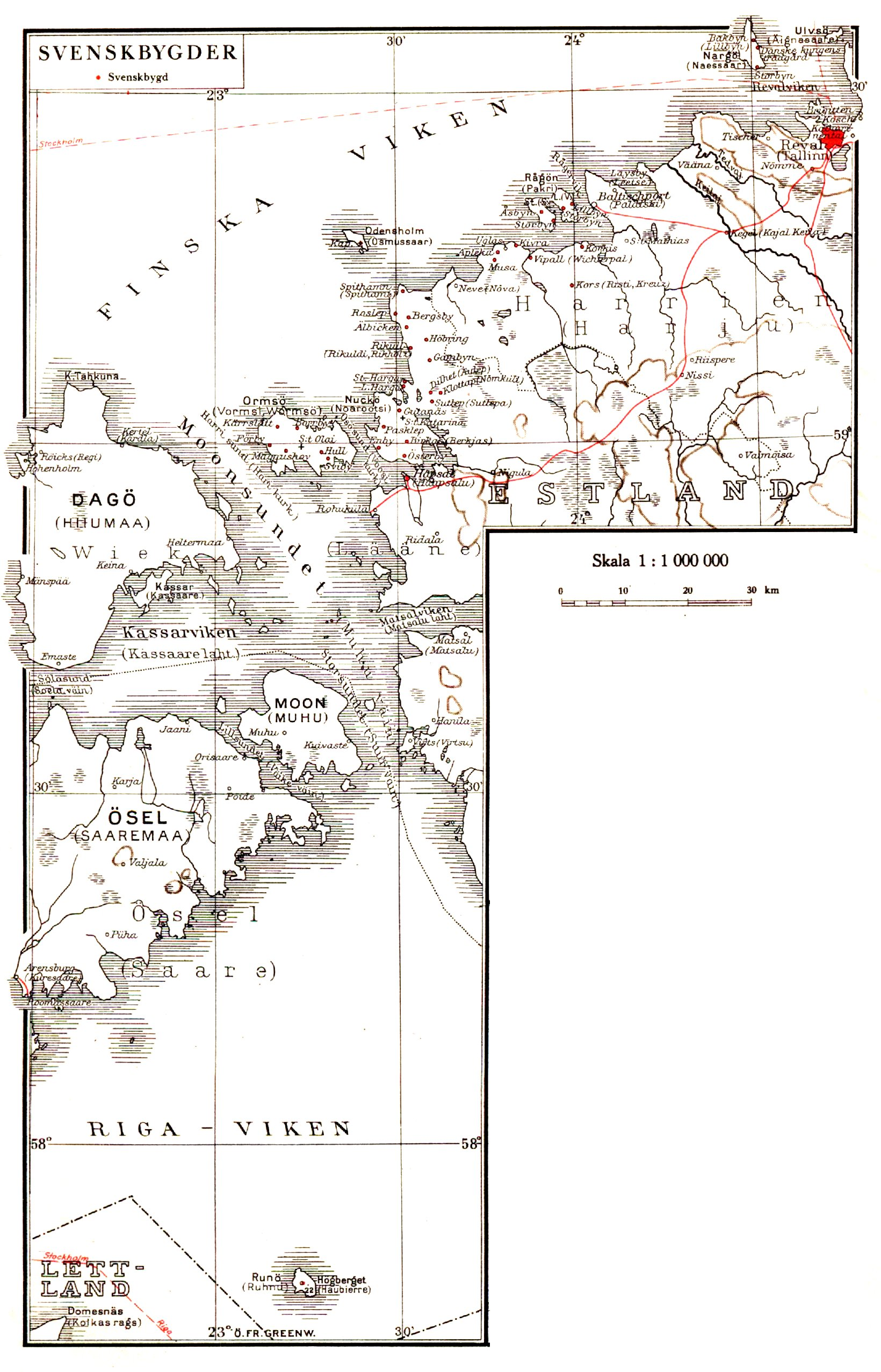
Città e villaggi svedesi nell'Estonia occidentale

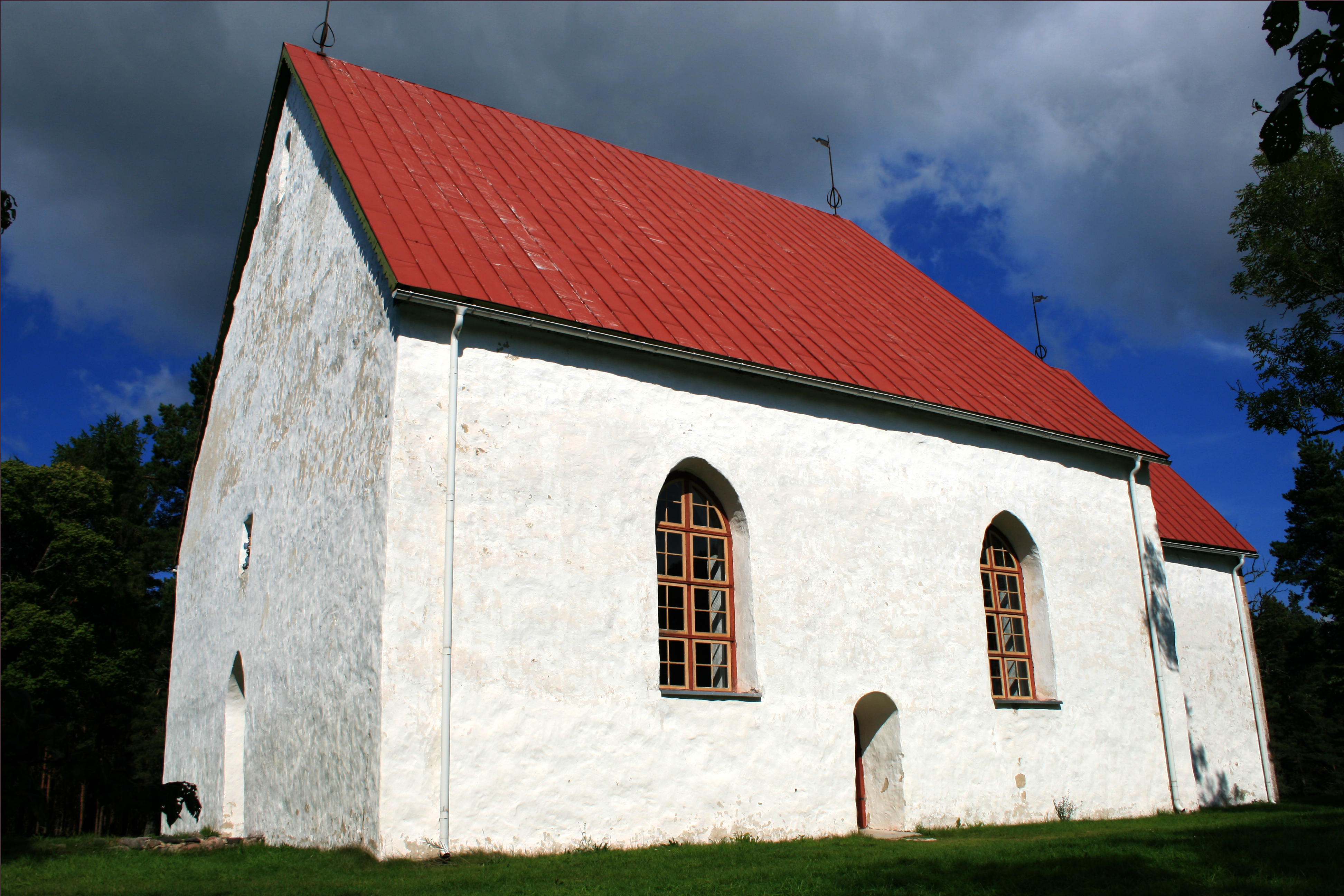
Chiesa svedese a Hullo, nell'isola di Vormsi

Gli svedesi d'Estonia, svedesi estoni (in svedese estlandssvenskar, in estone rannarootslased, eestirootslased), o svedesi costieri  sono una minoranza di lingua svedese tradizionalmente residente nelle zone costiere e nelle isole dell'attuale Estonia occidentale e settentrionale. L'inizio dell'insediamento degli svedesi estoni in quest'area (nota come Aiboland) risale al XIII e al XIV secolo, quando i loro antenati svedesi arrivarono in Estonia da quelle che oggi sono Svezia e Finlandia.  Quasi tutta la minoranza di lingua svedese dell'Estonia è fuggita in Svezia durante la Seconda guerra mondiale e solo i discendenti di alcuni individui che sono rimasti in Estonia risiedono ancora nel paese. Poiché le aree abitate dagli svedesi in Estonia si sono contratte nel tempo, limitandosi in seguito solo alla costa e alle isole, si può presumere che nel tempo alcuni svedesi estoni siano stati pienamente assimilati dalla popolazione estone.

## Storia

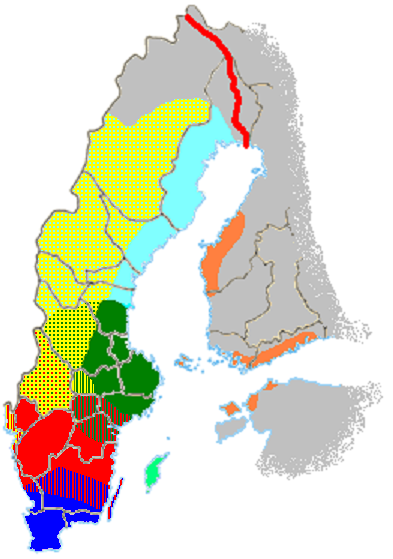
Lo spazio linguistico svedese: il colore varia a seconda dei dialetti.

### Storia antica
Lo svedese è parlato in Estonia da circa 650 anni. La prima menzione scritta della popolazione svedese in Estonia risale al 1294, nelle leggi della città di Haapsalu. Ulteriori menzioni sono presenti in documenti del 1341 e del 1345 (quando il monastero di Padise vendette "la tenuta di Laoküla" e l'isola di Suur-Pakri a un gruppo di svedesi). Sulla base di alcuni toponimi è possibile supporre che la presenza svedese in Estonia sia ancora più antica. Durante il XIII e il XV secolo, un gran numero di svedesi giunsero nell'Estonia costiera dalle parti di lingua svedese della Finlandia, che faceva parte del Regno di Svezia (e lo sarebbe rimasta fino al 1809), stabilendosi spesso su terreni di proprietà della Chiesa. La prima menzione dell'isola di Ruhnu ( in svedese Runö), e della sua popolazione svedese è una lettera del 1341 inviata dal vescovo di Curlandia che confermava il diritto degli isolani di risiedere e gestire le loro proprietà in conformità con la legge svedese.

### Estonia svedese

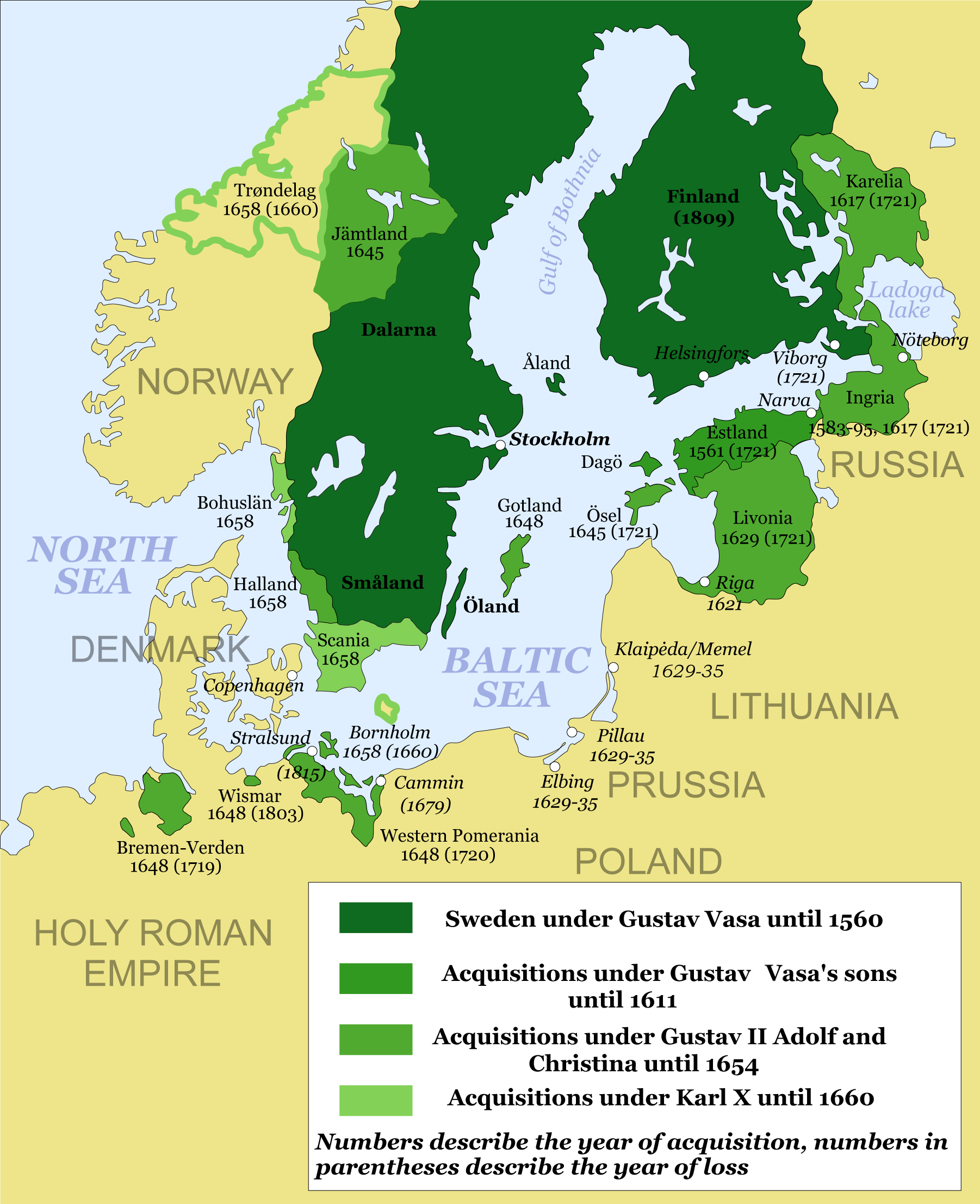
L'Impero svedese nel 1658, comprendente l'Estonia svedese e la Livonia svedese (l'odierna Estonia meridionale).

Nel 1561, la Svezia stabilì il possedimento dell'Estonia svedese, che mantenne fino al 1710 (formalmente fino al 1721, quando il territorio fu ceduto alla Russia in base al Trattato di Nystad). Gli svedesi estoni prosperarono durante questo periodo. Lo svedese, insieme al tedesco e all'estone, era una delle lingue ufficiali del territorio.

### Il dominio russo
Dopo che l'Ordine Teutonico perse gran parte del suo potere nel XVI secolo e l'Estonia svedese fu ceduta alla Russia in seguito alla Grande Guerra del Nord (1700–1721), le condizioni degli svedesi in Estonia peggiorarono sensibilmente: le terre furono spesso confiscate alla Chiesa e date alla nobiltà locale, e le tasse aumentarono. La sofferenza degli svedesi estoni continuò a lungo poiché le riforme agrarie che liberarono la servitù estone nel 1816, non si applicavano agli svedesi estoni (la cui maggioranza non era mai stata parte della servitù locale).

#### Emigrazioni forzate
In seguito alla proclamazione del Governatorato dell'Estonia, gruppi di svedesi estoni furono costretti a lasciare l'Estonia per raggiungere altre parti dell'Impero russo. In particolare, nel 1781 l'imperatrice Caterina II di Russia costrinse 1000 svedesi di Hiiumaa (in svedese Dagö) a trasferirsi nel sud della Russia (sull'odierno litorale ucraino), dove fondarono la comunità di Gammalsvenskby (oggi parte dell'Oblast di Kherson). Ancora oggi una forma molto arcaica del dialetto svedese di Hiumaa è parlata da una decina di abitanti di Gammalsvenskby, perlopiù anziani.

### Miglioramento delle condizioni
Le condizioni degli svedesi estoni migliorarono durante gli anni 1850 e 1860 a causa di ulteriori riforme agrarie, ma la discriminazione si protrasse per tutto il resto del periodo del dominio zarista in Estonia. Nel 1918 venne proclamata la Repubblica di Estonia. La costituzione dell'Estonia indipendente garantiva alle minoranze etniche la possibilità di ricevere l'istruzione nella propria lingua, il diritto di formare istituzioni per i loro diritti nazionali e sociali, quello di mantenere la lingua madre come idioma ufficiale nei territori in cui formavano la maggioranza della popolazione, e la scelta della nazionalità. Svedesi, tedeschi del Baltico, russi ed ebrei avevano tutti ministri nel nuovo governo nazionale. La maggior parte degli svedesi estoni si riunì inoltre nella Svenska Folkförbundet, la Lega del popolo svedese. Nel 1925 fu approvata una nuova legge che conferiva alle minoranze una maggiore autonomia culturale, sebbene i russi e gli svedesi estoni non si avvalessero di queste nuove libertà, principalmente per motivi economici.

### La Seconda guerra mondiale
Nel 1939, l'Unione Sovietica costrinse l'Estonia a firmare un trattato relativo alle basi militari. Molte delle isole su cui vivevano gli svedesi estoni furono confiscate, furono costruite basi su di esse e i loro abitanti furono costretti a lasciare le loro case. Un anno dopo, l'Estonia fu occupata e annessa all'Unione Sovietica e la loro voce nel governo fu persa. Gli svedesi estoni furono arruolati nell'Armata Rossa e, durante l'occupazione tedesca, nella Wehrmacht. La maggior parte dei restanti svedesi estoni fuggirono in Svezia prima della seconda invasione dell'Estonia da parte dell'esercito sovietico nel 1944. Nel 1945 la Svezia contava 6.554 svedesi estoni e 21.815 rifugiati di etnia estone presenti sul suo territorio.

### Oggi

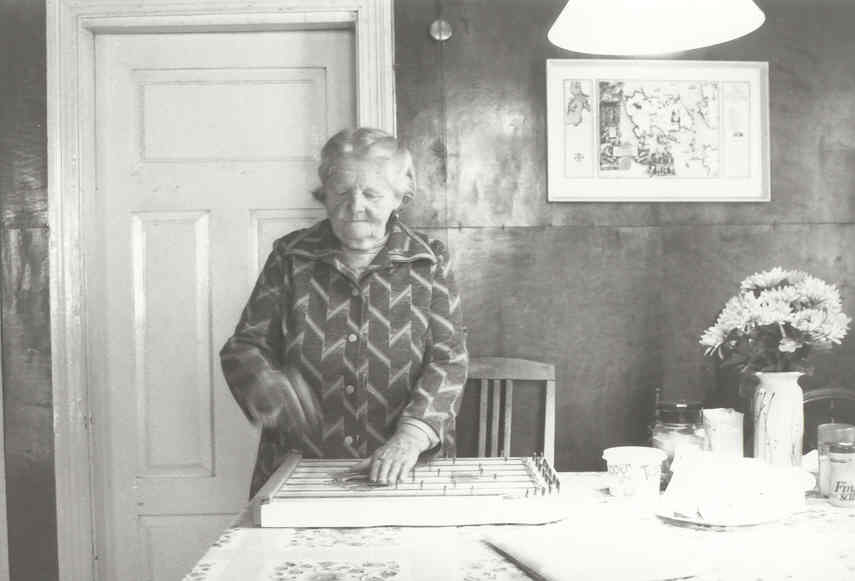
Maria Murman (1911-2004), svedese estone rimasta in Estonia dopo la seconda guerra mondiale, a Vormsi (Ormsö) nel 1994.

Oggi, piccoli gruppi di svedesi estoni si stanno riorganizzando per riscoprire la lingua e la cultura svedesi. Il villaggio di Noarootsi possiede una scuola svedese, e gran parte degli insediamenti di origine svedese ha mantenuto il toponimo originario a fianco a quello estone, come nel caso dei villaggi di Dirhami/Derhamn e Spithami/Spithamn. Nel 2000, gli svedesi erano il 21º gruppo etnico più numeroso in Estonia, composto da 300 persone. Ci sono tuttavia molti svedesi estoni e discendenti di svedesi estoni residenti in Svezia.

## Aree di popolazione e demografia

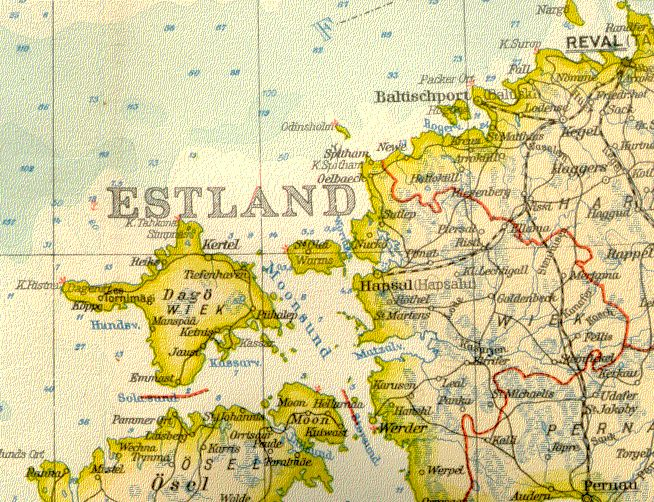
Una vecchia mappa svedese dell'arcipelago dell'Estonia occidentale, nel quale era concentrata la popolazione svedese estone.

Non esistono dati sulla popolazione durante i primi secoli dell'insediamento svedese. Alla fine del periodo teutonico, c'erano probabilmente circa 1.000 famiglie svedesi estoni, con circa 1.500 svedesi residenti nella sola capitale, Tallinn (in svedese Reval ), per una popolazione totale di circa 5-7 mila persone, all'epoca circa il 2-3% della popolazione estone.
Il censimento russo del 1897 menziona una popolazione svedese totale di 5.768 persone (l'1,39% del totale) concentrata nel Governatorato dell'Estonia. La maggior parte degli svedesi viveva nella contea di Wiek, dove rappresentava il 5,6% del totale.
Il censimento del 1922 riscontrò una popolazione totale di 1.107.059 persone, di cui gli svedesi estoni costituivano solo lo 0,7% del totale, circa 7.850 persone, la maggioranza delle quali viveva a Ruhnu (in svedese Runö), Vormsi (in svedese Ormsö) e Riguldi (in svedese Rickull ). Il numero scese leggermente a 7.641 nel 1934. Al tempo della Seconda guerra mondiale, la popolazione svedese era pari a quasi 10.000 persone: circa 9.000 di queste fuggirono in Svezia. Città come Haapsalu (in svedese Hapsal ) e Tallinn ebbero una minoranza svedese fino al 1945.
Dopo la Seconda guerra mondiale i numeri rimasero abbastanza stabili: c'erano 435 estoni svedesi nel 1970, 254 nel 1979 e 297 nel 1989, quando si collocarono al 26º posto nell'elenco delle minoranze estoni (prima della seconda guerra mondiale erano terzi per numero, dopo russi e tedeschi). Il censimento del 2000 riporta un numero totale pari a 300, collocando gli svedesi al 20º posto nell'elenco dei gruppi minoritari estoni. Tuttavia, solo 211 di loro sono cittadini estoni. Dal momento che non tutti rivendicano il loro vero background etnico, alcuni hanno stimato che il numero reale di svedesi estoni in Estonia sia pari a circa 1.000 persone.

## Lingua
I dialetti svedesi estoni derivano dalle varietà orientali dello svedese standard. Ruhnu aveva un suo dialetto specifico, così come Vormsi, Noarootsi, Riguldi, Pakri e Vihterpalu. Il dialetto svedese parlato sull'isola di Hiumaa sopravvive ancora nel villaggio di Gammalsvenskby, in Ucraina, dov'è tenuto in vita da una decina di anziani.